# Gare de Villers-Saint-Sépulcre
Gare de Villers-Saint-Sépulcre vasútállomás Franciaországban, Villers-Saint-Sépulcre településen.

## Vasútvonalak
Az állomást az alábbi vasútvonalak érintik:
- Creil-Beauvais-vasútvonal

## Kapcsolódó állomások
A vasútállomáshoz az alábbi állomások vannak a legközelebb:
- Gare d’Hermes - Berthecourt
- Gare de Montreuil-sur-Thérain